# 风之旅人
《风之旅人》（又译“旅途”；在中国大陆，为与开发公司之前的作品相对应，有时也译作“旅”或“行”），是一款冒险类独立游戏，由thatgamecompany开发，索尼电脑娱乐通过数字下载方式在PlayStation Network发行，首发于PlayStation 3平台。游戏于2013年3月在香港、台湾、北美、欧洲和日本等地相继发售。本作由华人游戏制作人陈星汉负责制作，是第三款thatgamecompany与索尼电脑娱乐签约发行的游戏，同时也是两者所签合同中最后一款游戏。2013年8月，囊括了《风之旅人》、前两款thatgamecompany开发的游戏《流》（浮游世界）、《花》、外加3款游戏的额外内容的实体合集《风之旅人 典藏版》（Journey Collector's Edition）发售。本作之后移植到PlayStation 4平台上，交由Tricky Pixels工作室负责游戏的移植工作，于2015年7月发售。2018年12月，游戏宣布将通过Epic Store登陆Windows平台，并交由安纳布尔纳互动发行，并于2019年6月6日发行；2020年6月11日在Steam商店发售。
在《风之旅人》游戏过程中，玩家将控制一名穿着长袍的角色，在广大的沙漠中向远方山峰的顶端前行。在途中，游戏者可以随机结识遇到另一名相同旅程的玩家；虽然两人可以在旅途中相互帮助，却无法像其他游戏那样通过语音或文字交流，并且无法看到对方的名字。玩家间的唯一交流途径是没有词句的吟唱，这种吟唱会对游戏世界产生影响，使玩家可以通过关卡继续游戏。开发团队期望通过游戏，让玩家感到自己在世界中的渺小和孤独，继而与陌生人结为同伴，以此使玩家真正产生兴趣和其他玩家社交，建立情感纽带。本作音乐由奥斯丁·温特里作曲；本作的音乐会随玩家行动而产生相应变化。游戏通过音乐树立独立的主题，以此对应与阐释游戏故事所带来的情感。
《风之旅人》获得了业界的高度好评。游戏编辑和评论对游戏的视听艺术大加赞扬，同时还称赞和陌生人游玩时建立的陪伴感，能为玩家带来触动心弦的情感体验。游戏获IGN等多家游戏媒体授予的“2012年度游戏”荣誉。而游戏的音乐原声在第55屆葛萊美獎上获“最佳视觉媒体配乐专辑”提名。

## 游戏概况

玩家所操作的角色与另一个玩家所操纵的角色在沙漠中结伴而行。左边角色的长袍在发亮闪光是因为两者靠近后产生的互动，该举动也可以为对方补充魔力。

玩家在《风之旅人》中扮演一名身披长袍者，从一片广袤的沙漠里开始游戏旅途。在序章的简单介绍过后，玩家会看到所控角色站在沙丘上，很远处浮现出一座高峰，本作的最终目的便是前往该山峰。这段旅途划分为了若干个不同区域的关卡，玩家只有通过它们方能到达目的地。游戏默认采用第三人称式追尾视角，玩家可操作DualShock 3的类比摇杆，或倾斜手柄内置六轴平衡感应器，来改变镜头视角。制作者刻意简化了游戏操作，因此跳跃、帮助同伴时的吟唱、发出简单交流用音符等只需一键完成。角色所吟唱的时间长短和音量仅与按键有关，而音符的曲调则要与背景音乐合拍。这些操作并没有单独的教学关卡，而是在游戏开始之初形象化呈现。在《风之旅人》中，除了制作人员名单和标题以外，很少使用文字或语音传递信息。 
玩家所操控的角色全身裹着一件深红色的长袍，面戴黑面具，只能看到眼睛。角色头部后面飘着一条长围巾，在接触关卡中发光的符印后玩家的围巾会加长，同时围巾上面的符文也会增多，以延长玩家角色浮空和跳跃的时间和距离。浮空需要消耗围巾上代表能量的发光符文，之后符文光亮会慢慢自动恢复，也可由同伴吟唱音符来快速恢复，或在关卡中接触飘动的布条碎片来恢复。游戏场景中还散布着更大的破旧长形布条，玩家可以在其附近吟唱，将其转化为与角色所穿的长袍相似的深红色印花布条。这也是游戏的解迷要素之一，转化这些大布条可以对游戏世界产生不同的影响，例如释放布条碎片，形成桥梁，或者使玩家漂浮。玩家还需以此打开关底的大门继续旅途。在路途中，玩家还会遇到像风筝一样的布製飞行生物，有些会为玩家领路或伴随在玩家左右。到了游戏后期，还会出现充满敌意的岩石怪物，如果角色不小心接触到它们，围巾就会被扯去一部分，玩家的能力因之下降。
《风之旅人》的大多数游戏时间中，玩家会在服务器上与其他玩家随机配对搭档前行，每一关都可能是一位新的搭档，也可能整个旅途都是同一个人相伴。不同于其他合作类游戏或网络游戏，两名玩家无法像主流游戏那样，通过语音或文字交流互动，而且游戏过程中无法知道对方的名字。玩家之间的互动虽然不多，但都直接明了。玩家角色之间的身体接触可以使对方的长袍上的符文发光，同时也为对方补充能量。此外，玩家还可以通过吟唱来引起对方注意，此举亦能为对方补充能量。在游戏时，玩家需要与对方配合相互帮助来解密闯关，玩家之间无法相互阻挡或阻碍对方，这是游戏物理引擎特别为避免玩家相互陷害而设定的。在游戏的最后，当游戏制作人员名单结束后，玩家可以看到那位与自己一同经历了这场旅途的玩家的PlayStation Network ID。
在《风之旅人》中，制作组还加入了之前他们所开发游戏中的元素作为彩蛋，比如在沙漠深处的某个地方有出自《花》的花；还有在遗迹深处出自《流》的浮游生物。

## 故事设定
《风之旅人》的故事主要由游戏中的遗迹壁画以及预渲染的过场动画来表达。游戏伊始，玩家所操纵的人物站在一片看似一望无际的沙漠中的沙丘上。在远方隐约矗立着一座高耸的山峰，峰顶被一道发光的裂缝一分为二。随着玩家们步向这座高峰，他们发现了一个曾经繁荣的文明残存下来的遗迹，但现在已经被风沙侵蚀许久。整个遗迹的每个关底区域，都分布着先驱旅者们安息于此的墓碑，点亮这些墓碑会点亮位于墓碑群中央的大石碑，并且会唤醒一位身穿发光白色长袍的高大角色，它会以类似古代壁画的形式告诉玩家这个文明的兴衰变化，也会展示出玩家们所经历的旅程。
随着玩家与同伴在前往高峰的旅途上逐步深入，玩家会进入位于山脚下的一座庞大复杂的城市遗址。该遗址便是通往峰顶的必经之路，接下来旅者们就要爬上顶峰。向山巅跋涉的过程十分艰难，气候严寒，大雪封山，带有能量的围巾也被凛冽的寒风吹散。虽然距离峰顶的那道发光的缝隙仍然路途遥远，但是旅者与同伴终于不支倒在了雪地中。此时，几位像在之前关底出现过的白袍角色出现在玩家的面前，他们给予了玩家全新的力量，让玩家向山的顶端飞去。最终在顶峰上，玩家遇到了之前的同伴，两人一起步入那道发光的缝隙，之后游戏的画面被光芒染成白色。至此，游戏的旅程就暂告一段落，不过在游戏开发人员名单的出现的时候，画面的背景中，有一颗流星从峰尖的那个缝隙中迸发而出。它随着人员名单从玩家之前所经历的所有场景中穿过；在这些场景中，还可以看到某个旅者也在前往山顶的道路上前行。最终，这颗流星落到了游戏开始时的那座沙丘的后面，并给出玩家重新开始游戏的选项。

## 开发
《风之旅人》是thatgamecompany与索尼电脑娱乐签订的第三款也是最后一款游戏，前两款分别是《流》和《花》。在《花》发行之后，本作于2009年正式开始制作。共有18个人参加了本作的开发过程，公司联合创始人陈星汉担任本作的创意总监，尼克·克拉克担任本作的设计总监，马特·纳瓦担任本作的艺术总监；而另一位公司创始人凯莉·圣迪亚戈并不在开发人员之列，因为其作为公司主席需要将更多的精力投入到管理方面。前EA旗下的Maxis工作室制作人罗宾·汉妮卡加入开发团队并担任本作的制作人，以填补凯莉的空位。
在本作开始制作的时候，索尼方面预计本作的开发周期会在一年左右，不过《风之旅人》最后完工时距离开始制作已经过去了3年。游戏延期在thatgamecompany的意料之中，汉妮卡曾提到，开发团队认为在一年内开发完游戏根本“不现实”。但是开发最终耗时还是比团队预计得长，原因出在团队难以舍弃游戏中的创意和保持团队有效的沟通。在开发的整个过程中，thatgamecompany参与其中的开发人员从最早的7位发展到了最后的18位。在本作的开发周期的第二年年末，索尼给的延长期限即将用完，但是游戏并没有如团队所望唤起玩家的那份情感。索尼方面同意再延长一年的时间来改进游戏，不过最后花费的时间还是超过了这一期限。
项目带来了巨大压力，导致团队没有时间和资金来完成其愿景，这又使得开发团队感到更大的压力，还引发了本作在设计上的争论。最后开发成员减少了在项目上的加班赶工时间，以防出现倦怠，但这也使得进度更为落后，甚至有风险在游戏接近完成时资金耗尽。在2013年第16届D.I.C.E峰会的年度颁奖礼上，陈星汉承认在开发的最后几个月里，公司确实已经走在了破产的边缘，以至于一些员工降低了工资甚至是无薪在工作。汉妮卡形容，最终能完成游戏开发，靠的是学会减少争端，学会放弃那些没办法做进游戏里的想法，以及“对他人好一些”。
《风之旅人》的立意是旨在使玩家感到自身的“渺小”，并让玩家对其周围事物环境产生一种敬畏感。虽然本作开始制作于2009年，不过据创意总监陈星汉介绍，他在大学时就有了关于《风之旅人》的雏形想法。游戏最基本的概念是由陈星汉提出，他希望制作一款游戏能跳脱当前大部分电子游戏中所包含的“典型的失败/杀敌/获胜的套路”。团队曾制作了一个测试原型游戏，在游戏中玩家需要试着把一只缠着另一个玩家的巨大怪兽引开。但是后来开发团队意识到玩家会很容易各自为战而无视对方的存在，而且原型游戏是在二维平面进行的，这个创意想法很难直接搬到三维的游戏世界里，所以最终这个原型和其他的二维原型被束之高阁。
开发组将本作设计成像一座“日式庭园”，他们试图将游戏中所有格格不入的游戏元素移除，给玩家带来开发组所希望游戏能唤起的情绪。这种极简风格的目的在于能使玩家直观感觉到游戏展现在其眼前，这样他们会在没有直接的指示下展开探索，感受惊喜。《风之旅人》的剧情线设计遵从了美国作家约瑟夫·坎贝尔的神学叙事理论和英雄旅程概念，这一理念被陈星汉视为整个游戏的架构，提升并加强了玩家之间在共同游戏时的情感纽带。陈星汉在他D.I.C.E峰会上的演讲时曾提到：在25名试玩者中有3名在测试游戏时哭了出来。
《风之旅人》作为一款多人在线游戏，其多人游戏部分的设计理念是让玩家间的合作更加方便，而非让玩家互相对抗，但又不会强制双方必须合作进行游戏。其目的是希望玩家双方通过在游戏中的一同探索来感受到一种和他人的关系，而不是像其他游戏那样通过交谈或进行打斗来与其他玩家产生交集。为了达到这个目的，开发人员的计划是“创造的游戏能让玩家感觉到与其他玩家是有关系的，并在其中展现出人性里积极的那一面”。为此，开发人员在游戏引擎上做出改动，取消了玩家所控制的角色间的物理碰撞效果，因为他们发现即使去有意引导玩家在游戏里的行为，还是会出现有人陷害另外一个人的情况，甚至是开发人员自己也会去做类似这样的事。在开发过程中，开发组还意识到让玩家保持对对方的关注并非易事，因为在游戏时，玩家很容易被很多其他游戏元素干扰而转移注意力，由此“无视”掉游戏中的同伴。游戏中，玩家只能通过简单的吟唱来实现互动，这来自于开发人员的考量。他们认为在游戏中加入文字或语音交流功能以及显示对方的用户名很有可能会让玩家产生偏见。
《风之旅人》在2011年6月底向北美地区的PlayStation Plus用户提供封闭Beta测试的邀请，7月时在欧洲地区用户提供Beta测试资格。2012年3月13日起，《风之旅人》在各地区的PlayStation Network商店陆续上架，而PlayStation Network的付费会员在3月8日就可以提前下载购买。之后索尼在其PlayStation 3的网络服务PlayStation Home上特地开放了一个以《风之旅人》为主题的区域。《风之旅人》的零售版——《风之旅人 典藏版》于2012年8月28日发售在PlayStation 3平台上，这个版本中除了本身的《风之旅人》以外，还包含了thatgamecompany之前的作品《流》和《花》以及相关的游戏资料、游戏原声以及若干款thatgamecompany开发的迷你游戏。2012年9月，索尼和thatgamecompany合作出版了《风之旅人》的艺术设定集——《The Art of Journey》，本书由《风之旅人》的艺术总监马特·纳瓦主编，书中包含了从游戏早期的概念设定到游戏最终的画面。
2013年4月1日，《风之旅人》的开发团队在自己的Youtube频道上上传了一则影片，宣称将为《风之旅人》开发名为“火箭弹死亡比赛”（Rocket Death Match）的追加下载内容（DLC）内容，后证实该影片为愚人节玩笑。2014年8月12日，陈星汉在索尼電腦娛樂聖塔莫尼卡工作室的官方网站上宣布《风之旅人》将在2014年内登陆PlayStation 4；这是继《流》（浮游世界）和《花》之后，thatgamecompany的游戏作品再一次移植到PlayStation 4平台上。PS4版本的《风之旅人》由Tricky Pixels工作室负责游戏的移植工作。然而，游戏并没有在2014年如期发售，该工作室通过其推特帐号与玩家互动时表示游戏还在开发中。
2015年7月21日，《风之旅人》正式在PlayStation 4平台发售，之前已经购买PS3版本的玩家可以免费获得该PS4版本。PS4版本在材质贴图、解像度以及帧率等方面取得显著进步。
安纳布尔纳互动协助发行了《风之旅人》的PC版，分别于2019年6月6日在Epic Games和2020年6月11日在Steam上架。

## 音乐
《风之旅人》的游戏音乐由曾与thatgamecompany合作过《流》的美国作曲家奥斯丁·温特里操刀制作。温特里在制作配乐的过程中还与音效设计师史蒂夫·约翰逊以及游戏的程序团队进行紧密合作，这让游戏中的音乐可以动态地与玩家的行为和由附近物体造成的声效相合，让玩家感觉到音乐像是“实时演奏的”。约翰逊觉得，如果游戏音乐没有对玩家的行为有所回应，而只是循环播放几段音乐将会“十分遗憾”，因此他想令其音乐既有所变化、又能保有编曲的情感起伏。在游戏开发之初，陈星汉与温特里会面，并向温特里表述了他对这个项目的愿景。当天晚上，温特里就编曲并录制了一份以大提琴为主的游戏原声样曲。此后的三年时间里，他都在为这个游戏的音乐原声殚精竭虑，实验了很多也放弃了很多点子。
有许多电子游戏在每个角色或场景上都会使用不同主题的音乐曲目，温特里则选择基于同一个主题来创作游戏中所有的曲目，以此从音乐上构建出游戏角色和他们的旅程，像大提琴独奏是专门代表玩家的角色。他形容为本作创作的音乐像“一组大型大提琴协奏曲，玩家担任的是独奏，而其他乐器代表的是玩家周遭的世界”。在游戏正式开始之前，大提琴的独奏“使玩家浸入电子声效的海洋中”，拉开了游戏的序幕，之后才有游戏角色的出现；而之后渐渐加入整个乐团的旋律，反映出玩家将要踏上前往山峰的旅途。游戏本身的艺术风格是基于几种不同的文化而形成的，温特里在游戏音乐中所做的是尝试从乐曲中移除明显的文化特征，并尽可能地隐藏文化上的特质，使游戏中的音乐“普世化”。美籍华裔大提琴演奏家郭婷娜负责游戏原声中的大提琴演奏，她和温特里也因为这次合作成为了好友。原声配乐中所有非电子乐器演奏的曲目均由一现场交响乐团完成。
《风之旅人》的游戏音乐被電玩交響音樂會选用，在2012年开始在電玩交響音樂會上作为演出节目之一，由音乐制作人奥斯丁·温特里登台指挥。

### 原声大碟
《风之旅人》的原声大碟于2012年4月10日在苹果iTunes网络商店和索尼PlayStation Store网络商店上架。专辑收录了所有配乐中“最重要”的曲目，由温特里重新编曲，
与游戏中有所区别，他认为音乐在游戏中的效果和单独拿出来听是不一样的感受。专辑收录了18首游戏原声曲目，总时长超过了58分钟。曾为《潜龙谍影4 爱国者之枪》演唱过主题曲的美国女歌手丽丝贝思·斯科特也为本作献唱了结尾曲《I Was Born for This》。
在发售后，这张原声大碟在超过20个国家的iTunes原声音乐榜上登上过前十名，而首周超过4,000张的销量也使它登上了公告牌专辑榜TOP200的第116位，这也是当时所有游戏原声专辑中第二高的打榜成绩。在2012年10月9日，游戏原声的实体版专辑由Sumthing Else Music Works推出。此后，温特里在音乐流网站Bandcamp上还推出了名为《Journey Bonus Bundle》的下载版游戏原声专辑，在这张专辑中包括了《风之旅人》的不同主题的配乐和来自《流》的音乐。这张专辑在2013年6月19日于Bandcamp上开始免费提供。而在2014年5月1日，本原声专辑的钢琴演奏版《Journey: Transfiguration》在Bandcamp上发售数字版以及实体版。这张专辑作为電玩交響音樂會在众筹网站Kickstarter上的目标计划之一公布，并筹款成功。在这张专辑中，《I Was Born for This》的演唱者由丽丝贝思·斯科特变为了劳拉·伊特维亚。她还负责为整张专辑重新编曲。
| Journey Original Soundtrack | Journey Original Soundtrack | Journey Original Soundtrack | Journey Original Soundtrack |
| 曲序                        | 曲目                        | 合作音乐家                  | 时长                        |
| --------------------------- | --------------------------- | --------------------------- | --------------------------- |
| 1.                          | Nascence                    |                             | 1:47                        |
| 2.                          | The Call                    |                             | 3:39                        |
| 3.                          | First Confluence            |                             | 1:40                        |
| 4.                          | Second Confluence           |                             | 2:20                        |
| 5.                          | Threshold                   |                             | 6:05                        |
| 6.                          | Third Confluence            |                             | 1:40                        |
| 7.                          | The Road of Trials          |                             | 4:16                        |
| 8.                          | Fourth Confluence           |                             | 1:07                        |
| 9.                          | Temptations                 |                             | 4:13                        |
| 10.                         | Descent                     |                             | 2:40                        |
| 11.                         | Fifth Confluence            |                             | 1:23                        |
| 12.                         | Atonement                   |                             | 6:11                        |
| 13.                         | Final Confluence            |                             | 2:06                        |
| 14.                         | The Crossing                |                             | 1:58                        |
| 15.                         | Reclamation                 |                             | 2:16                        |
| 16.                         | Nadir                       |                             | 3:37                        |
| 17.                         | Apotheosis                  |                             | 7:07                        |
| 18.                         | I Was Born for This         | 丽丝贝思·斯科特             | 4:41                        |
| 总时长：                    | 总时长：                    | 总时长：                    | 58:34                       |

| Journey Bonus Bundle | Journey Bonus Bundle                | Journey Bonus Bundle |
| 曲序                 | 曲目                                | 时长                 |
| -------------------- | ----------------------------------- | -------------------- |
| 1.                   | Threshold - Soloists Only           | 4:57                 |
| 2.                   | Journey / Tina Alloy                | 2:17                 |
| 3.                   | Viaje                               | 3:36                 |
| 4.                   | flOw Etudes                         | 4:39                 |
| 5.                   | Journey via flOw                    | 2:38                 |
| 6.                   | Reflections                         | 3:42                 |
| 7.                   | A Musical Journey                   | 1:45                 |
| 8.                   | flOw Meditations                    | 3:33                 |
| 9.                   | I Was Born For This (Ocarina cover) | 4:49                 |
| 10.                  | Woven Variations                    | 8:41                 |
| 11.                  | The World of flOw                   | 4:19                 |
| 总时长：             | 总时长：                            | 44:56                |

| Journey: Transfiguration | Journey: Transfiguration | Journey: Transfiguration |
| 曲序                     | 曲目                     | 时长                     |
| ------------------------ | ------------------------ | ------------------------ |
| 1.                       | Nascence                 | 2:13                     |
| 2.                       | Threshold                | 6:50                     |
| 3.                       | Road of Trials           | 4:57                     |
| 4.                       | Final Confluence         | 2:14                     |
| 5.                       | Apotheosis               | 6:29                     |
| 6.                       | I Was Born For This      | 4:57                     |
| 总时长：                 | 总时长：                 | 27:43                    |

## 评价
| 汇总媒体     | 得分                    |
| ------------ | ----------------------- |
| GameRankings | PS3：93% PS4：95%       |
| Metacritic   | PS3：92/100 PS4：93/100 |

| 媒体                    | 得分                   |
| ----------------------- | ---------------------- |
| Edge                    | 8/10                   |
| Eurogamer               | 9/10                   |
| Game Informer           | 9.00/10                |
| GameSpot                | PS3：9.0/10 PS4：10/10 |
| IGN                     | 9.0/10                 |
| 英国PlayStation官方杂志 | 10/10                  |
| Polygon                 | 10/10                  |
| 游戏机实用技术          | 9.0/10                 |
| 连线                    | 9/10                   |

《风之旅人》获得了业界的高度评价，并荣获大量奖项。在发售前的2011年E3游戏展上，游戏获得1UP.com、GameSpy和GameTrailers颁发的“最佳下载游戏”奖，游戏制作人宫本茂试玩后称赞游戏“非常美丽”。本作发售后，就在当年年末开始的各种游戏评奖中收获颇丰。《风之旅人》在第16届D.I.C.E峰会年度颁奖礼上（原互动艺术与科学学会互动成就奖），赢得包括“年度游戏”、“杰出游戏创新”、“年度休闲游戏”、“杰出游戏指导成就”、“杰出艺术指导成就”、“杰出在线游戏成就”、“杰出原创音乐作曲成就”以及“杰出音效设计成就”在内的8项大奖，成为当晚最大的赢家；此外它还获得了“年度下载游戏”、“杰出游戏工程成就”和“杰出故事成就”等奖项提名。在英国电影和电视艺术学院主办的英国学院电子游戏奖上，《风之旅人》摘得“艺术成就”、“音响成就”、“游戏设计”、“在线多人游戏”和“原创音乐”等5项大奖，并获“最佳游戏”、“游戏创新”和“游戏故事”等奖项提名。本作在斯派克游戏大奖的颁奖礼上，赢得“最佳PlayStation 3游戏”、“最佳独立游戏”、“最佳游戏音乐”等奖项；并获得了“年度游戏”、“最佳下载游戏”、“最佳画面”以及《I Was Born For This》所获得的“最佳歌曲”等奖项提名。在2013年3月由游戏开发者大会举行的游戏开发者选择奖上，《风之旅人》赢得了“最佳音响”、“最佳游戏设计”、“最佳视觉艺术”、“最佳下载游戏”、“创新奖”和“年度游戏”6项大奖。游戏还被IGN和GameSpot等著名游戏媒体评为2012年“年度游戏”。此外，游戏还获得IGN年度评选的“最佳音乐”奖以及“最佳画面”的提名。游戏被GameSpot选为“最佳PlayStation Network游戏”除游戏本身外，《风之旅人》的游戏音乐原声专辑在2013年第55屆葛萊美獎上获得了“最佳影视媒体作品配乐专辑”的提名，这是首次有游戏音乐获得该奖项提名。2013年的第40届安妮奖把“最佳电子游戏动画”颁给了《风之旅人》。
《风之旅人》获得了业界高度赞誉，游戏编辑和评论对游戏的视听艺术大加赞扬，同时还称赞和陌生人游玩时建立的陪伴感，能为玩家带来触动心弦的情感体验。IGN的瑞恩·克莱门茨形容本作是“这个世代里最美的游戏”，并称“每个瞬间都像一幅画作”。GameSpot的简·道格拉斯有着相似的赞许，称《风之旅人》“美丽得无以复加”，并称赞游戏世界的视觉多样性，以及对沙漠的细腻刻画。而Game Informer的马特·米勒赞扬了游戏中砂砾和各种生物的动画，说本作是视觉上的震撼。《游戏机实用技术》在其游戏年鉴里评价本作除了探讨人与自然的关系，还引入了像“禅”和“轮回”等极具东方色彩的哲学思想，加深了游戏的内涵。
评论普遍称赞了游戏带来的情感体验，特别是与其他玩家一起游戏时。Eurogamer的克里斯蒂安·唐兰将这种体验形容为一种超越言喻的“无教派的宗教体验”，再加上其他的玩家，成为了一种对玩家而言的“朝圣之旅”。《Edge》的一位撰稿人写到：游戏中情感的铺垫与宣泄不时迸发出惊人的能量。《连线》的帕特里克·肖同时也说道游戏令他感到“各种各样的情绪……奇妙的、恐惧的、甚至是悲伤的。” Game Informer的马特·米勒说在他三次打通关本作的时间里，“每一次通关都没有失败，有些时刻……成功地让我起了鸡皮疙瘩，并且这些片段在之后几周的时间里都会在我的脑海中萦绕。”《英国PlayStation官方杂志》的乔尔·格雷戈里称赞《风之旅人》的故事是开放给玩家们自己去解读的。Eurogamer的克里斯蒂安·唐兰形容加入无名的同伴这一创意十分出彩，简直是“神来之笔”，《Edge》称其成就了“更加精彩绝伦的体验”。
对于《风之旅人》的少量批评以游戏长度和节奏为主。IGN的瑞恩·克莱门茨指出，并非所有玩家都喜欢节奏“谨慎压抑”且流程较短的游戏；《Edge》的评测也给出相似评论。Game Informer的马特·米勒认为，本作缺乏多元的游戏元素。《连线》的帕特里克·肖也对游戏的数小时的流程失望，但GameSpot的简·道格拉斯和《游戏机实用技术》的评论认为游戏长度恰到好处。Game Informer的马特·米勒在他的总结里写道，本作可以好比“一场音乐演唱会、一部精心执导的影片，抑或是一部期待已久的著作”；而IGN的瑞恩·克莱门茨总结称：“《风之旅人》的通关会带来一段难以忘怀的回忆。”
《风之旅人》在获得好口碑的同时也获得了良好的商业成绩。在PlayStation 3版游戏发售后，它马上打破了PlayStation Network的销售记录，成为当时北美和欧洲地区的最畅销的PlayStation Store游戏。而PlayStation 4版在发售后也获得了当月欧美地区PlayStation Network的销售冠军。
《风之旅人》还对其他游戏产生了影响。於在2013年4月9日发售的独立游戏《Guacamelee!》中，有若干向其他电子游戏致敬的场景，其中包括了以《风之旅人》为主题的场景。而另一款在2015年发售的独立游戏《超时空战队 究极版》在其PlayStation 4及PlayStation Vita版本中包含有与索尼旗下相关的独占游戏内容，其中就有《风之旅人》中旅人一角作为游戏中的角色登场。而在由部分《风之旅人》原开发成员独立出来制作的游戏《智慧之海》中也有向《风之旅人》致敬的彩蛋。